# Four Color
Four Color nota anche come Four Color Comics e One Shots, è stata una rivista statunitense edita dal 1939 al 1962  dalla Dell Comics e dalla Western Printing. Era divisa in diverse serie e organizzata in albo monotematici permettendo così di testare diversi personaggi i quali in caso di successo avrebbero avuto poi una testata propria; esempi famosi sono Topolino, Paperino e Paperon de' Paperoni, le cui rispettive testate (Mickey Mouse, Donald Duck e Uncle Scrooge) vennero inizialmente pubblicate come albi di Four Color prima di divenire serie a fumetti autonome. La testata proponeva anche adattamenti di lungometraggi animati in concomitanza con la redistribuzione del film nelle sale statunitensi oltre a riproporre grandi personaggi dell'epoca come Dick Tracy, ospitandoli varie volte nel corso degli anni. 
Fu presa come modello in Italia dalla Mondadori per realizzare molti numeri della serie degli Albi d'Oro, tant'è che molti presentano la stessa foliazione, la stessa copertina e le stesse storie.